# Musée de la Contrefaçon
Le musée de la Contrefaçon est un musée privé fondé en 1951 par l'Union des fabricants (Unifab) dans un hôtel particulier, l'hôtel Seton-Porter, situé au 16 de la rue de la Faisanderie à Paris XVIe. Le monument fait l’objet d’une inscription au titre des monuments historiques depuis le 3 août 1976.

## Collections
Le musée est didactique et permet au visiteur de s’informer sur l'étendue de la contrefaçon et sur son retentissement sur l’économie mondiale, de prendre conscience de l’importance de la protection de la propriété industrielle et de connaître les sanctions prévues par la loi.
Unique en son genre, il présente un éventail très diversifié de produits contrefaisants et de modèles authentiques afin que le visiteur apprenne à les différencier : bronzes de Rodin, parfums, tabac, dictionnaires, logiciels, CD/DVD, jouets, outillage, électroménager, produits d'entretien, textile, maroquinerie, vaisselle, pièces détachées d’automobile, stylos…
On y trouve aussi ce qui constitue sans doute le plus ancien exemple de contrefaçon, des bouchons d'amphores datant de l'Antiquité gallo-romaine.
Acheter des contrefaçons étant interdit, même pour le musée, la plupart des objets de l'époque contemporaine proviennent de saisies des douanes.

Salles intérieures du musée
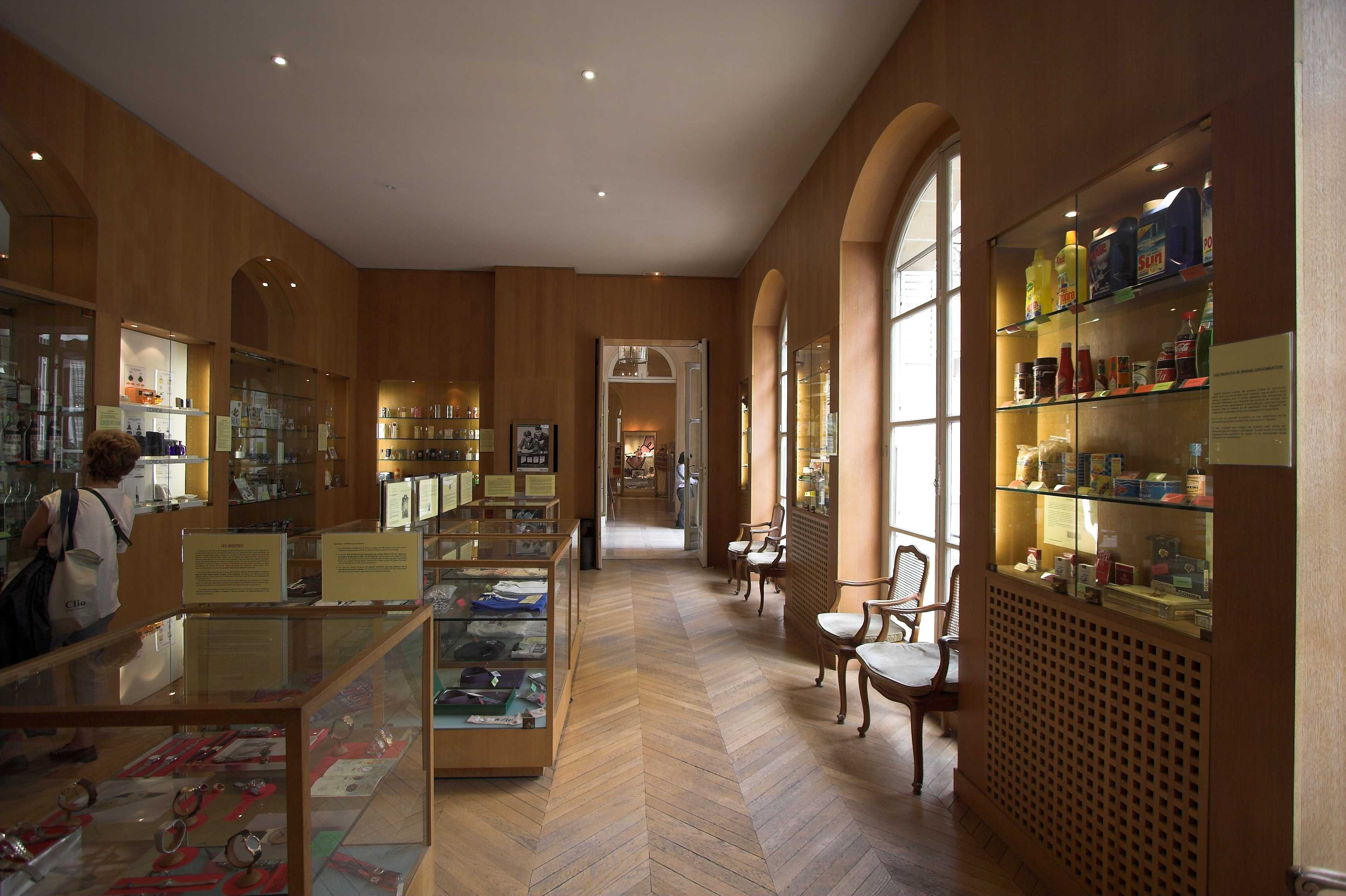
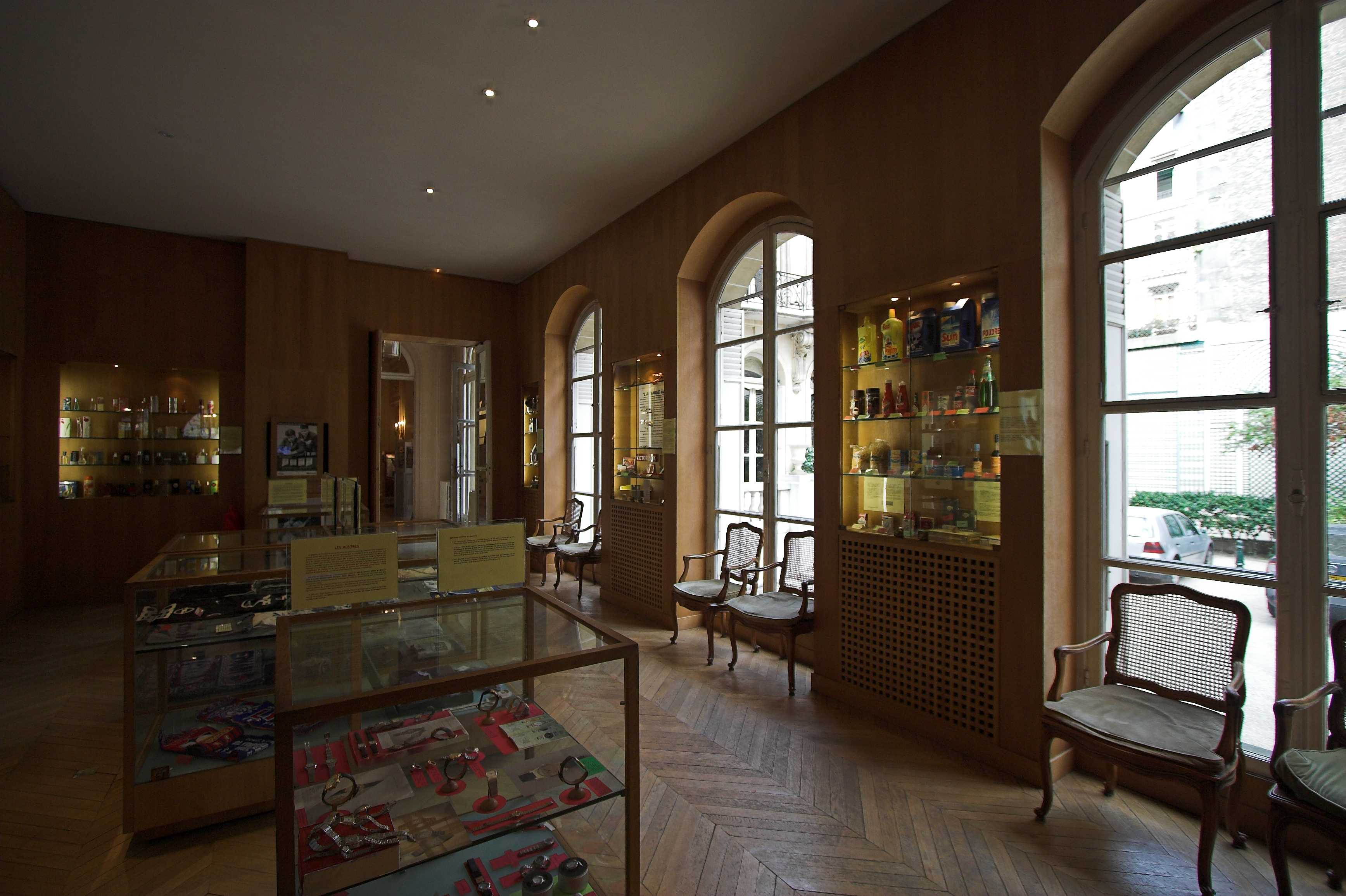

## Dans la culture populaire
La scène du film La Grande Vadrouille, où Bourvil renverse un pot de peinture sur un officier allemand au début du film, a été tournée dans la cour de l’hôtel particulier, sa nacelle étant située sur le mur à droite de la cour.
Le musée a servi de lieu de tournage pour certaines scènes de la série Le Bureau des légendes, saison 1.
En 1994, dans la chanson Superstarr sur son album Prose combat, le rappeur MC Solaar référence le musée de la contrefaçon en parlant d'un artiste qui, apparemment, le jalouse et l'imite : « Je pense que sa place est à l'adresse qui suit : au seize de la Faisanderie dans le seizième à Paris. »

## Informations pratiques
Le musée est ouvert du lundi au vendredi de 14 h 0 à 17 h 30, pour les visiteurs individuels, et le matin sur réservation pour les groupes. Pour y entrer, il suffit de sonner.